# 分散黄42
分散黄42或称为4-苯氨基-3-硝基-N-苯基苯磺酰胺（4-anilino-3-nitrobenzenesulfonanilide）是一种黄色的分散染料，分子式C18H15N3O4S，可由苯胺与4-氯-3-硝基苯磺酰氯通过縮合反應生成。